# The Body Shop
The Body Shop is een van oorsprong Britse winkelketen die handelt in cosmetica. Sinds eind 2023 was het bedrijf in handen van de Duitse investeerder Aurelius. De Nederlandse tak ging in november 2024 failliet.

## Geschiedenis
The Body Shop werd in 1976 opgericht door Anita Roddick. Toen de lerares, dochter van een Italiaanse immigrant, met de Schot Gordon Roddick trouwde, was ze net terug van een wereldreis. Het koppel kreeg twee dochters en probeerde zowat van alles, zonder succes. Toen ze in een tijdschrift las dat actrice Julie Christie haar eigen schoonheidsproducten maakte, begon ze daar aan haar keukentafel in Brighton ook mee. Ze gebruikte daarbij de kennis die ze op haar reizen had opgedaan tijdens contacten met vrouwen.
Roddick leende 4000 pond (nog geen 5700 euro) van een goede vriend om haar zaak op te starten. Snel had ze tien winkels in Engeland en dit groeide uit naar meer dan 2000 winkels wereldwijd. In 2002 trokken de oprichtster en haar echtgenoot zich terug uit de top van The Body Shop en uit het hoofdkwartier Littlehampton om een adviserende functie op te nemen in Chichester. Anita Roddick ontving verschillende eredoctoraten en zij werd benoemd tot Dame Commandeur in de Orde van het Britse Rijk.
Na eerdere mislukte besprekingen over mogelijke overname door o.a. het Mexicaanse Grupo Omnilife in 2001 werd het bedrijf in begin 2006 verkocht aan het Franse cosmeticaconcern L'Oréal voor een bedrag van 950 miljoen euro. In 2017 werd het bedrijf overgenomen door het Braziliaanse Natura & Co, wat voor eerlijke en natuurlijke producten staat. In 2019 ontving The Body Shop een B-Corp certificering. In November 2023 verkocht Natura & Co de Body Shop voor 254 miljoen Dollar aan de Duitse investeerder Aurelius. 
Oprichtster Anita Roddick overleed op 10 september 2007 aan een hersenbloeding. Ze werd 64 jaar oud.
In februari 2024 gingen onder andere de Britse en de Belgische tak van het bedrijf failliet.
Van de Belgische tak (deel van het Nederlandse bedrijfsonderdeel The Body Shop Benelux), sloten de 12 Belgische franchisewinkels de deuren. In november 2024 ging ook de Nederlandse tak (met 22 eigen winkels en 5 franchisefilialen) failliet, nadat het maandenlang onder curatele had gestaan.

## Filosofie
Wat The Body Shop vanaf het begin in de marketing naar voren bracht waren ethische principes. Inkoop van grondstoffen, productie en verdeling waren volgens het bedrijf gebonden aan respect voor de mens en zijn omgeving. The Body Shop maakte bekend geen proeven op dieren uit te voeren, rekening te houden met het milieu, en eerlijke handelsrelaties te onderhouden. Deze instelling leidde tot gezamenlijke campagnes met organisaties als Greenpeace en Amnesty International.